# SS-Brigadeführer
SS-Brigadeführer (dobesedno SS-brigadni vodja; hierarhično prevedeno brigadni general; okrajšava Brif) je bil najnižji generalski čin v paravojaški organizaciji Schutzstaffel (v obdobju 1939-45) in z njo povezanimi službami oz. organizacijami (Gestapo, Sicherheitsdienst (SD), Allgemeine-SS (A-SS), Waffen-SS (W-SS),...).
Ustrezal je činu generalmajorja (Generalmajor) v Wehrmachtu (neskladje s hierahičnim prevodom in primerjavo z Wehrmachtom je posledica dejstva, da je SS imela še najvišji častniški čin SS-Oberführerja, kateri pa ni imel enakovrednega čina v Wehrmachtu). Nadrejen je činu SS-Oberführerja ter podrejen činu SS-Gruppenführerja.

## Oznake
Oznaka čina SS-Brigadeführerja je bila na voljo v treh oblikah:
- naramenska epoleta: prepletena (aluminij in zlato) epoleta brez oznake (epoleta generalov ni bila obrobljena z barvasto vrvico);
- ovratna oznaka: trije hrastovi listi na obeh našitkih in
- oznaka za kamuflažno uniformo: en trak, nad katerima je bil en par hrastovih listov in dva žira (zlata oznaka na črni podlagi je bila pritrjena na nadlaht levega rokava).

Galerija
- Naramenska oznaka
- Ovratni oznaki
- Kamuflažna oznaka